# Vazzola
Vazzola település Olaszországban, Veneto régióban, Treviso megyében. Lakosainak száma 6751 fő (2023. január 1.). Vazzola Cimadolmo, Codogne, Fontanelle, Mareno di Piave és San Polo di Piave községekkel határos.

## Népesség
A település népességének változása:
| Lakosok száma | 6969 | 6972 | 6751 |
|               | 2017 | 2018 | 2023 |